# Ceratina laevifrons
Ceratina laevifrons är en biart som beskrevs av Morawitz 1895. Ceratina laevifrons ingår i släktet märgbin, och familjen långtungebin. Inga underarter finns listade i Catalogue of Life.